# Kippen
Kippen är en ort i Storbritannien.   Den ligger i kommunen Stirling och riksdelen Skottland, i den nordvästra delen av landet, 600 km nordväst om huvudstaden London. Kippen ligger 80 meter över havet och antalet invånare är 990.
Terrängen runt Kippen är platt åt nordväst, men åt sydost är den kuperad. Runt Kippen är det glesbefolkat, med 16 invånare per kvadratkilometer. Närmaste större samhälle är Stirling, 14,5 km öster om Kippen. Trakten runt Kippen består i huvudsak av gräsmarker.